# 速川和男
速川 和男（はやかわ かずお、1928年8月13日 - ）は、日本の比較文学者・英語学者。立正大学名誉教授。
東京市有楽町生まれ。青山学院大学中退後、高校教師をしながら研究、のち再入学して卒業。英語雑誌編集などをへて1974年立正大学教養部教授、97年文学部教授、99年定年、名誉教授。

## 著書
- 『小泉八雲の世界』笠間書院　1978
- 『高校英語の演習ノート』美誠社　1982
- 『Enjoy!シティ英語 街を歩けば英語にあたる』日本英語教育協会　ブックスフォーミリオンシリーズ　1983
- 『GRAMMAR AT WORK』美誠社　1983
- 『活用できる英語』美誠社　1984
- 『英語ユーモア教室 ニガテな英語が好きになる!』ライオン社　スカットbooks　1985
- 『英作文の磨き方』朝日イブニングニュース社　1985
- 『英訳したくなる日本語 にがてな英作文がメキメキ上達する』日本英語教育協会　1985
- 『新高校英語の演習ノート』美誠社　1986
- 『Japanあれこれ英語表現 現代のニッポンを読む』日本英語教育協会　百万人の英語ペーパーバックス　1986
- 『英語おもしろThat’s学 これだけ知ればちょっと、うんちく』永岡書店　1987
- 『英語の常識・非常識』講談社現代新書　1988
- 『αアルファ 新 基礎英語』美誠社　1989
- 『GRAMMAR AT WORK』改訂版　美誠社　1989
- 『英語パズル』講談社現代新書　1989
- 『THE WORLD OF WIT & WISDOM』美誠社　1991
- 『新高校英語の演習ノート』改訂版　美誠社　1993
- 『動詞:ベーシックプラン46 文法』中教出版　高校基礎英語問題集　1995

### 共編著
- 『英文法 英和対照』カセ川羔共著　加藤中道館　1971
- 『基礎水準英単語1050』美誠社　1983
- 『最も新しい英作文の対策問題』美誠社　1984
- 『高校生の英単語／熟語2600』美誠社　1985
- 『基礎英単語／熟語2300』吉田久夫共著　美誠社　1988
- 『高校生の英単語／熟語基礎1700』美誠社　1991
- 『高校生の英単語／熟語2600』改訂新版　美誠社　1991
- 『長文読解のための実戦英単語/熟語4000 頻度別・テーマ別』編　美誠社　1994
- 『高校生の入門英単語/熟語1000』編　美誠社　1995
- 『最も新しい英作文の対策問題』改訂新版　編　美誠社　1997
- 『国際化した日本の短詩』川村ハツエ,吉村侑久代共著　中外日報社　2002

翻訳
- エヴァ・エミリ・ダイ『英学の祖 オレゴンのマクドナルドの生涯』鈴木重吉共訳　雄松堂出版　東西交流叢書　1989

## 論文
- 速川和男